# Ouro Verde de Goiás
Ouro Verde de Goiás este un oraș în Goiás (GO), Brazilia.